# José Juan Tablada
José Juan Tablada (Mexico, 1871 - New York, 1945), est un poète, journaliste et diplomate mexicain, reconnu comme l'initiateur de la poésie mexicaine moderne, et on lui attribue l'introduction de celle-ci dans la littérature en espagnol (es). Dans ses écrits, il a fait un usage indiscriminé des métaphores, comme le feront plus tard les ultraïstes. Il écrit aussi des calligrammes en même temps que Guillaume Apollinaire. Il a étudié l'art latino-américain, l'art précolombien et l'art contemporain. Il a influencé et soutenu des artistes tels que Ramón López Velarde (es), José Clemente Orozco et Diego Rivera, entre autres.

## Biographie

### Études
José Juan Tablada naît le 3 avril 1871 à Coyoacán (Mexico) et a fait ses études à Mexico au château de Chapultepec. Il poursuit ses études à l'Escuela Nacional Preparatoria (es), où il apprend la peinture, qui devient l'un de ses passe-temps. Il travaille comme employé administratif pour les chemins de fer et, enfant, il a rencontré le poète aveugle Manuel María Flores (es).

### Carrière de journaliste
En 1890, à l'âge de 19 ans, José Juan Tablada commence à collaborer à El Universal avec des poèmes et des chroniques du dimanche dans la section intitulée Rostros y máscaras (« Visages et masques »). Il collabore également pour El Mundo Ilustrado, Revista de Revistas, Excélsior et El Universal Ilustrado et travaille régulièrement pour des journaux de Caracas, Bogotá, La Havane et New York. Tablada écrit pour des magazines littéraires tels que Revista Azul (es), Revista Moderna, La Falange et El Maestro et est le fondateur du magazine Mexican Art and Life.
En 1894, il publie dans la Revista Azul le poème Ónix, qui lui donne un statut d'auteur prestigieux. En 1899, il publie son premier livre de poésie, El florilegio, qui l'établit comme l'un des pionniers modernistes du Mexique, bien qu'à cette époque, cette écriture se rapproche davantage du style du décadentisme français. Moderniste dans un premier temps, il défend cette tendance dans la Revista Moderna, où il publie et traduit des articles entre 1889 et 1911. Son travail journalistique a été très abondant ; il a même publié dans El Universal environ 10 000 articles.

### Carrière de diplomate
José Juan Tablada intervient en politique et occupe des postes diplomatiques au Japon, en France, en Équateur, en Colombie et aux États-Unis.
Lors de son voyage au Japon en 1900, il s'intéresse à l'art japonais, et en particulier de l'ukiyo-e (l'estampe japonaise) dont l'esthétique permet une interprétation plastique de la nature. En ressortent un recueil de poésie inspiré par l'œuvre de l'artiste Hiroshige : Hiroshigué: el pintor de la nieve, de la lluvia, de la noche y de la luna (« Hiroshige, le peintre de la neige, de la pluie, de la nuit et de la lune », 1914) et un livre, En el país del sol (« Au pays du soleil », 1919), qui est constitué d'une sélection de ses articles sur des sujets japonais au fil des ans, en particulier ceux découlant de sa visite en 1900. De plus, il ramène une importante collection d'estampes ukiyo-e qui se trouvent aujourd'hui à la Bibliothèque nationale du Mexique.
Tablada s'oppose à la politique du président Francisco I. Madero et publie une satire intitulée Madero-Chantecler en 1910. Il collabore pour le gouvernement de Victoriano Huerta, et après la chute de ce dernier en 1914, il part s'installer à New York.
En 1918, le président Venustiano Carranza le nomme secrétaire du Service extérieur et il part s'installer à Caracas, au Venezuela, où il réalise des travaux culturels, donne des conférences et publie des poèmes. En 1920, il s'installe à Quito, en Équateur, mais décide de démissionner de son poste diplomatique car il ne s'adapte pas à l'altitude de la ville. Après un bref séjour à Mexico, il retourne à New York et fonde la Librería de los Latinos,. Dans cette ville, Tablada s'attache à diffuser l'art mexicain, en particulier au travers des revues International Studio, The Arts, Shadowland, Survey Graphics et Mexican Art and Life, qu'il dirige.
En 1921, son ami le compositeur Edgard Varèse intègre une pièce antérieure de Tablada, La Cruz del Sur, dans ses Offrandes (1921), et deux ans plus tard, il lui dédie son Hyperprisme. Lors d'un bref retour à Mexico entre 1922 et 1923, un groupe d'écrivains le nomme « poète représentatif de la jeunesse ». Alors qu'il vit à New York, Tablada est nommé membre correspondant de l'Académie mexicaine de la langue en 1928.
En 1935, José Juan Tablada retourne au Mexique et vit à Cuernavaca. Il publie deux ans plus tard ses mémoires, La feria de la vida : memorias. En 1941, il est nommé membre à part entière de l'Académie mexicaine de la langue pour occuper le siège VIII.
À la mi-1945, il retourne à New York, où il devient vice-consul, mais meurt le 2 août de la même année. L'Académie mexicaine organise le transfert de sa dépouille mortelle, qui a été enterrée dans la Rotonde des Personnes illustres le 5 novembre 1946.
Après la mort de José Juan Tablada, Luis Sandi (en) adapte dix de ses haïkus pour voix et piano dans Diez hai-kais para canto y piano (1947).

## Œuvre

### Poésie visuelle

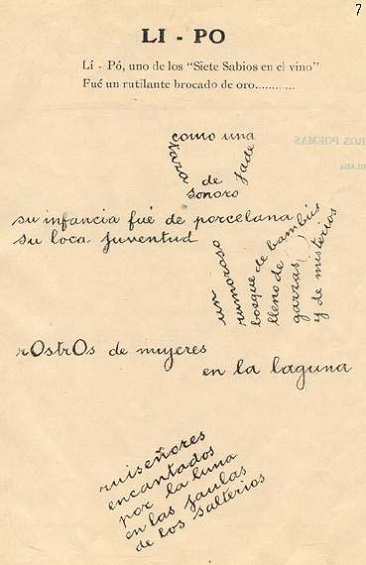
Li-Po, poème du recueil Li-Po y otros poemas (1920) de José Juan Tablada, p. 7.

La proximité de Tablada avec les arts plastiques a influencé sa production : grâce à ses calligrammes populaires, il est considéré comme l'un des principaux poètes d'avant-garde. Dans des ouvrages tels que Un día... Poemas Sintéticos (1919), Li-Po y otros poemas (1920), El jarro de flores (1922) et La feria: poemas mexicanos, Tablada joue avec la typographie pour construire des images et des significations. Cette fusion constante d'éléments artistiques, visuels et littéraires « a fait retomber sur tous les pays hispanophones le poids énorme du bref haïku japonais, qui est resté à jamais dans la mémoire de nombreux poètes de cette époque jusqu'à nos jours ».

#### Li-Bo et autres poèmes
Dans le recueil de poèmes Li-Po y otros poemas (1920) — Li-Po étant le nom en espagnol du poète chinois Li Bo (701-762) —, Tablada joue avec le dessin et les mots pour honorer Li Bo qui, selon la légende, est mort dans un lac en essayant d'attraper la lune qui se reflétait dans ses eaux. Les poèmes peignent une vision amicale et quelque peu provocante de la réalité, avec l'intention de faire revivre l'esthétique de la nature à travers les calligrammes.

#### Orientalisme et modernisme
Tablada est reconnu comme l'un des auteurs de la poésie mexicaine moderne et on lui attribue l'introduction du modèle poétique du haïku dans la poésie hispano-américaine, inspirée par l'exotisme orientaliste aux racines modernistes. Son recueil Un día (1919) contient 38 « poèmes synthétiques » et est décrit comme « le premier livre de haïku original écrit par un poète hors du Japon » par Eliot Weinberger (en 1992) ; on connaît cependant une collection imprimée à titre privé de trente exemplaires d'un recueil de Paul-Louis Couchoud de 1905. Tablada publie par la suite d'un recueil de calligrammes, Li-Po y otros poemas (1920) puis El jarro de flores (1922), qui contient 68 autres haïkus : il y mélange des motifs littéraires de la poésie japonaise avec des éléments de la poésie moderniste et des mythologies indigènes mexicaines, comme la mythologie aztèque.

### Œuvres
La liste ci-dessous présente les ouvrages individuels publiés du vivant de José Juan Tablada, selon la Enciclopedia de la Literatura en México en collaboration avec la Fondation pour les Lettres mexicaines. Il a été inclus dans plusieurs anthologies collectives de son vivant et beaucoup d'ouvrages d'études ou d'anthologie ont été publiés après sa mort, mais ne sont pas présentés ici ; toutes ces références sont consultables sur la même source.

#### Poésie
- El florilegio, 1899

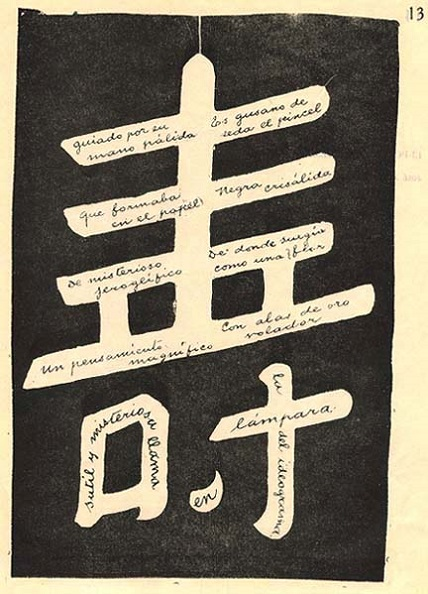
Calligramme de Li-Po y otros Poemas (1920), p. 13.

- La epopeya nacional. Porfirio Díaz, 1909
- Hiroshigué: el pintor de la nieve, de la lluvia, de la noche y de la luna, 1914
- Al sol y bajo la luna, 1918
- Un día... Poemas Sintéticos, 1919
- Antología general de José Juan Tablada, 1920 (par Enrique González Martínez, Mexico)
- Li-Po y otros poemas, 1920
- Retablo de memoria de Ramón López Velarde, 1921
- El jarro de flores. Disociaciones líricas, 1922
- Intersecciones, 1924
- La feria: poemas mexicanos, 1928
- Del humorismo a la carcajada, 1944

#### Romans
- Tiros al blanco: actualidades políticas, 1909
- La resurrección de los ídolos: novela americana, 1924
- Los días y las noches de París, 1918
- En el país del Sol, 1919

#### Contes
- El arca de Noé: lecturas sobre animales, para niños de las escuelas primarias por José Juan Tablada y otros autores de fama mundial, 1926

#### Théâtre
- Madero-Chantecler. Tragicomedia zoológica-política de rigurosa actualidad en tres actos y en verso, 1910

#### Essais
- La defensa social: historia de la campaña de la División del Norte, 1913
- Historia del arte en México, 1927
- La feria de la vida : memorias, 1937
- Hongos mexicanos comestibles: micología económica (post-mortem, 1983)

#### Participations
- Joyeles, 1907 (d'Efrén Rebolledo : prologue de José Juan Tablada)
- Itinerario contemplativo, 1923 (de Francisco Monterde : éloge de José Juan Tablada)
- El inútil dolor, 1924 (de José de Jesús Núñez y Domínguez : prologue de José Juan Tablada)